# Перстач темний
Перстач темний (лат. Potentilla obscura) — вид квіткових рослин роду перстач родини розові (Rosaceae).

## Ботанічний опис
Багаторічна рослина до 70 см заввишки.
Уся рослина густо запушена довгими волосками.
Стебла темно-зелені, згодом червоніють. Прикореневі листки з 5–7 листочками.
Квітки жовті або помаранчеві, 15–20 см у діаметрі, у густому щиткоподібному суцвітті. Цвіте у червні-серпні.

## Поширення в Україні
Зустрічається по усій території України. Росте на сухих схилах, пагорбах та чагарниках.